# Laniwka
Laniwka (ukrainisch Ланівка; russisch Лановка Lanowka, polnisch Brygidyn, deutsch Brigidau) ist ein Dorf in der westukrainischen Oblast Lwiw mit etwa 1200 Einwohnern. Seit 2020 ist sie Teil der Stadtgemeinde Stryj, vorher war es eine eigenständige Landratsgemeinde.

## Geschichte
Bei der Ersten Teilung Polens kamen die Kammergüter der Stadt Drohobycz 1772 zum neuen Königreich Galizien und Lodomerien des habsburgischen Kaiserreichs (ab 1804).
Das Dorf entstand im Jahre 1783 im Zuge der Josephinischen Kolonisation. Deutsche Kolonisten lutherischer Konfession wurden dort angesiedelt. Die Kolonie wurde Brigidau genannt (nach Josef Brigido von Bresowitz) und wurde eine unabhängige Gemeinde. Kurz nach der Gründung wurde kraft des Toleranzpatents eine lutherische Pfarrgemeinde gegründet, die der Evangelischen Superintendentur H. B. Galizien gehörte. Die Pfarrgemeinde hatte Filialen in Neudorf und Gassendorf. Im Jahre 1803 wurde das evangelische Bethaus aus Holz erbaut. Im Jahre 1875 gab es in Brigidau 1100 Protestanten und eine evangelische Schule mit 2 Klassen.
Im Jahre 1900 hatte die Gemeinde Brigidau, Brygidyn 145 Häuser mit 901 Einwohnern, davon 890 deutschsprachige, 9 polnischsprachige, 42 griechisch-katholische, 859 anderen Glaubens (überwiegend evangelisch).
Nach dem Ende des Ersten Weltkriegs 1918 und dem Zusammenbruch der k.u.k. Monarchie kam Brigidau zu Polen.
Im Zweiten Weltkrieg gehörte es zuerst zur Sowjetunion und ab 1941 zum Generalgouvernement, ab 1945 wieder zur Sowjetunion, heute zur Ukraine.
Die Deutschen wurden 1940 infolge des Deutsch-Sowjetischen Grenz- und Freundschaftsvertrages umgesiedelt.
Im Jahre 1947 wurde der Name auf Laniwka/Лановка geändert.

## Persönlichkeiten
- Sebald Daum (1934–2024), Generalmajor in der Nationalen Volksarmee der DDR

## Sehenswürdigkeiten
- Ehemalige evangelische Kirche;

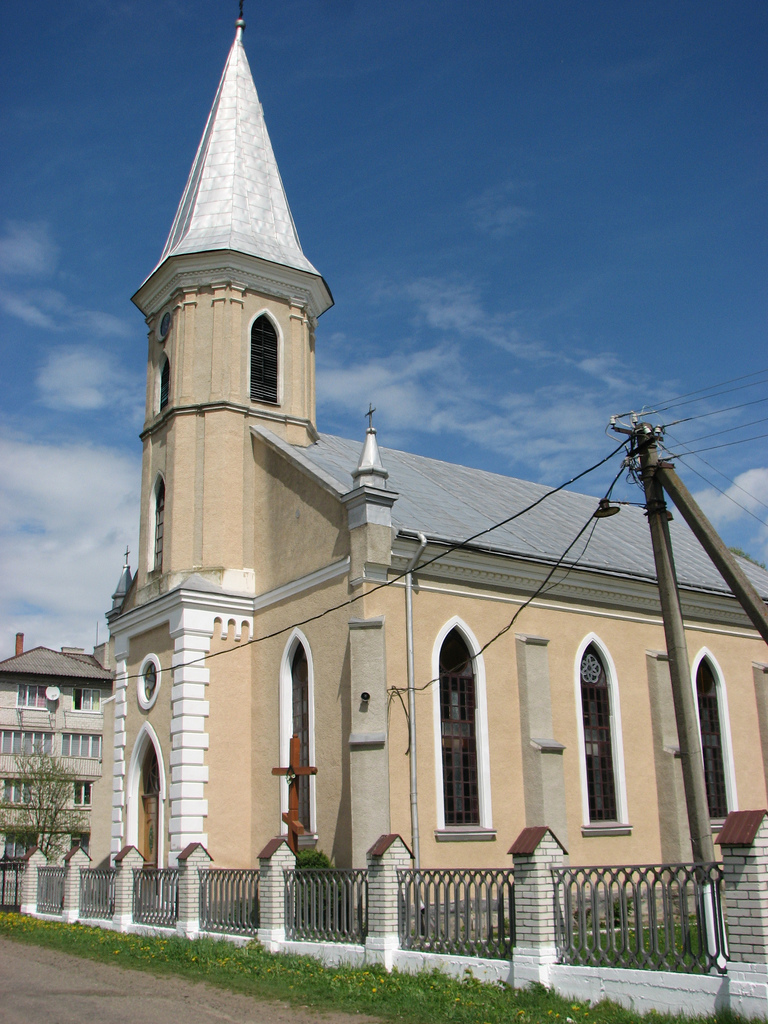
Kirche